# 1973 au Canada
Pour un article plus général, voir Chronologie du Canada.
Cet article traite des événements qui se sont produits durant l'année 1973 au Canada.

## Événements

### Politique
- 29 octobre : élection générale québécoise. Les libéraux de Robert Bourassa remportent une très forte majorité.
- 30 novembre : établissement des relations diplomatiques entre le Canada et la Mongolie (à l'époque la République populaire de la Mongolie)

### Justice
- 27 décembre : Bora Laskin est nommé juge en chef à la Cour suprême.

### Sport

#### Hockey
- Fin de la Saison 1972-1973 de la LNH suivi des Séries éliminatoires de la Coupe Stanley 1973. Les Canadiens de Montréal remportent la Coupe Stanley contre le Black Hawks de Chicago.
- Fin de la Saison 1972-1973 de l'AMH. Les Whalers de Hartford remportent le premier championnat de l'Association Mondiale de Hockey.
- Le club de l'AMH les Nationals d'Ottawa déménagent et deviennent les Toros de Toronto.
- Les Marlboros de Toronto remportent la Coupe Memorial 1973.
- Repêchage amateur de la LNH 1973.
- Début de la Saison 1973-1974 de la LNH et de la Saison 1973-1974 de l'AMH.

#### Divers
- Grand Prix automobile du Canada 1973
- Jeux du Canada d'été 1973.
- Première édition du Open féminin du Canada au golf. Jocelyne Bourassa remporte le premier championnat.
- Première édition des Internationaux Patinage Canada à Calgary

### Économie
- Établissement d’une Agence d’examen des investissements étrangers (1973-1984).
- Fondation des pharmacies Groupe Jean Coutu.

### Culture
- Premier festival annuel La Nuit sur l'étang à Sudbury, Ontario.
- Formation du groupe Royal Canadian Air Farce avec Roger Abbott et John Morgan

#### Film
- J'ai mon voyage !

### Religion
- Mars : le cœur du Frère André est volé.
- 29 novembre : érection du Diocèse de Rouyn-Noranda au Québec.
- Bertrand Blanchet devient évêque au Diocèse de Gaspé.

## Naissances
- 4 février : Manny Legacé, joueur canadien de hockey sur glace.
- 27 février : Derek Cormier, joueur de hockey sur glace.
- 28 février : Eric Lindros, joueur professionnel de hockey sur glace.
- 1er mars : Ryan Peake, guitariste.
- 31 mars : Ian Goldberg, homme d'affaires.
- 4 mai : Matthew Barnaby, joueur de hockey sur glace.
- John Madden, joueur de hockey sur glace.
- 8 juin : Lexa Doig, actrice.
- 3 juillet : Adrian Aucoin, joueur de hockey sur glace.
- 19 juillet : Scott Walker, joueur de hockey sur glace.
- 24 août : Andrew Brunette, joueur de hockey sur glace.
- 29 août : Jessica Holmes, actrice et scénariste.
- 31 août : Scott Niedermayer, joueur de la Ligue nationale de hockey.
- 6 septembre : Greg Rusedski, joueur de tennis.
- 3 octobre : Neve Campbell, danseuse et actrice.
- 30 octobre : Adam Copeland, catcheur.
- 10 novembre : Iain Brambell, rameur.
- 18 décembre : Steff Paquette, chanteur, animateur et acteur franco-ontarien.
- 25 décembre : Justin Trudeau, fils aîné de Pierre Elliott Trudeau.

## Décès
- 4 janvier : George Drew, premier ministre de l'Ontario de 1943 à 1948.
- 22 février : Jean-Jacques Bertrand, premier ministre du Québec.
- 2 mars : John Percy Page, lieutenant-gouverneur de l'Alberta.
- 11 mars : Tim Buck, militant communiste.
- 4 mai : Leslie Frost, premier ministre de l'Ontario.
- 25 juillet : Louis St-Laurent, premier ministre du Canada.